# Schlacht von Notion
Sybota – Potidaia – Spartolos – Stratos – Naupaktos – Plataiai – Olpai – Tanagra – Pylos – Sphakteria – Korinth – Megara – Delion – Amphipolis – Mantineia – Melos – Syrakus – Milet – Syme – Eretria – Kynossema – Abydos – Kyzikos – Ephesos – Chalkedon – Byzanz – Andros – Notion – Mytilene  – Arginusen – Aigospotamoi
Die Schlacht von Notion war eine Seeschlacht in der Endphase des Peloponnesischen Krieges. Sie fand im Jahre 407 v. Chr. vor der kleinasiatischen Küste statt und wurde zwischen den Flotten Athens und Spartas ausgetragen. Die Spartaner errangen unter Lysander einen taktischen Sieg, der zur Abberufung des athenischen Kommandanten Alkibiades führte.

## Vorgeschichte
Im Frühjahr 407 v. Chr. kehrte Alkibiades nach Athen zurück. Der vormals in Ungnade gefallene und zum Tod in Abwesenheit verurteilte Stratege war nach der demokratischen Restauration in Athen 410 v. Chr. rehabilitiert worden und führte seitdem einen Krieg in der Propontis, um die Kontrolle der Getreiderouten von der Krim nach Athen zu sichern. Im Sommer 408 v. Chr. konnte er den Kampf an dieser Front zu einem erfolgreichen Abschluss bringen, indem er den mit Sparta verbündeten persischen Satrapen Pharnabazos zu einem Waffenstillstand bewegte: Pharnabazos zahlte Alkibiades zwanzig Talente Silber und gewährte Kalchedon Autonomie. Alkibiades konnte daher die attischen Streitkräfte zur Wiedergewinnung von Byzantion konzentrieren, was ihm auch gelang. Somit war nicht nur das Marmarameer wieder unter der Kontrolle Athens, sondern auch der Zoll von Byzantion floss wieder in die attische Kriegskasse.
Sparta konnte den Sieg Athens auf diesem Kriegsschauplatz nicht verhindern, weil es nach der Niederlage von Kyzikos keine spartanische Flotte mehr in der Propontis gab und somit die Kriegsanstrengungen allein durch den verbündeten persischen Satrapen ausgeübt wurden. Pharnabazos von Phrygien hatte auch deshalb die Hauptlast des Kampfes gegen Athen zu tragen, weil sich der Satrap von Lydien Tissaphernes weitaus neutraler verhielt, als der persische König verlangte. Im Sommer 408 v. Chr. zog Dareios II. wegen der eher mäßigen Kriegserfolge der Perser einen Schlussstrich unter die bisherige Aufteilung der Statthalterschaft und übertrug seinem jüngeren Sohn Kyros das persische Oberkommando in Kleinasien, indem er ihn zum Satrapen von Lydien, Kappadokien und Großphrygien ernannte. Tissaphernes' Satrapie wurde auf das unwirtliche Karien und Pharnabazos' Machtbereich auf das Hellespontische Phrygien reduziert. Da seine Kriegsbemühungen so wenig honoriert worden waren und die Begrenzung seiner Satrapie einer Demütigung gleichkam, stellte Pharnabazos die Kriegsführung ein.
In Athen begeistert empfangen, wurde Alkibiades im Frühjahr 407 als „Hégémon autokrátor“ zum obersten Kriegsherrn mit Sondervollmachten gewählt. Das bisherige Kollegium der zehn Strategen unter dem nominellen Vorsitz des Strategos Polemarchos als oberste Kriegsleitung wurde ihm unterstellt. Seine Vollmachten nutzte er zum Aufbau einer Armee von 1500 Hopliten, 150 Mann Kavallerie und 100 Trieren. Darüber hinaus wurden aber auch die anderen Strategen mit Aufgaben und Einheiten bedacht: Thrasybulos beispielsweise erhielt 30 Trieren zum Schutz der Propontis und zum Kampf in Thrakien.
Auch die Spartaner sahen die Notwendigkeit neuer Rüstungen, wollten sie nicht die ionischen Städte an Alkibiades verlieren, die sich nach der athenischen Niederlage vor Syrakus und der Schlacht von Milet 412 v. Chr. Sparta zugewandt hatten. Daher wählten sie zum neuen Nauarchen den ehrgeizigen Lysandros. Ihm fiel die Aufgabe zu, a) ein gutes Arbeitsverhältnis mit dem neuen Satrapen Kyros herzustellen, b) eine neue Flotte aufzubauen und c) die Städte Ioniens bei Sparta zu halten.
Lysander bemühte sich zunächst um Kyros, da der Schlüssel für Spartas Erfolg im Aufbau einer Flotte lag, die aber nur mit persischem Gold zu finanzieren war. Lysander verlegte daher das ionische Hauptquartier von Milet nach Ephesos, weil die persische Satrapenresidenz Sardes schneller von dort aus erreichbar war und sich dort mehr persische Würdenträger aufhielten als im griechischeren Milet.
Lysandros wurde in Sardes bei Kyros vorstellig und entwickelte schnell einen großen Einfluss auf den Satrapen. Der ca. 40 Jahre alte spartanische Krieger muss auf den gerade 15-jährigen Kyros faszinierend gewirkt haben; es wurde sogar behauptet, dass der junge Königsspross zum Geliebten des Spartaner wurde, weil er ihm Zugang zu seinen privaten Gärten erlaubte. 
Jedenfalls konnte Lysandros den Kyros dazu bewegen, mit 500 Talenten aus dem Schatz von Dareios Soldrückstände der Ruderer der spartanischen Flotte zu begleichen und den Sold von 3 auf 4 Obolen pro Tag zu erhöhen. Da sowohl die attische als auch die spartanische Flotte auf auswärtige Ruderer angewiesen war, wurde das Rudern für Sparta ungleich attraktiver, weil die Athener nur 3 Obolen zahlen konnten.
Die Städte Ioniens wurden enger an Sparta gebunden, indem Lysandros mit Hilfe der Perser die städtischen Verfassungen änderte und die Macht in den Händen von jeweils 10 Personen konzentrierte – den Dekarchen. Diese extreme Form der Oligarchie wurde in der Regel von der Stadtbevölkerung abgelehnt, so dass diese 10 Männer völlig von Sparta abhängig waren. Ihnen zur Seite stellte Lysandros einen spartanischen "Berater" (Harmost), der auch Kommandant der spartanische Garnison war – wenn eine Militärpräsenz vor Ort nötig erschien.
Mit dem persischen Gold baute Lysandros nun eine Flotte von 70 Schiffen in Ephesos auf und begann sie zu trainieren. Gegen diese Flotte wendete sich nun Alkibiades.

## Vorbereitung zur Schlacht
Da Lysandros seine Flotte erst aufbauen musste und Alkibiades zunächst noch mit der Belagerung von Andros beschäftigt war, trafen beide Flotten erst im Spätsommer 407 aufeinander. Alkibiades bezog auf der Ephesos vorgelagerten Insel Samos Quartier, dem Hauptstützpunkt Athens in Ionien. Lysandros wich zunächst einer Schlacht aus in realistischer Einschätzung seiner numerischen Unterlegenheit – auch wenn er nun über 90 Schiffe verfügte, war er Alkibiades' 100 Trieren immer noch unterlegen. Daher ließ er seine Schiffe an Land ziehen und ausbessern.
Beide Flotten paralysierten sich: Alkibiades gelang es, Lysandros in Ephesos zu blockieren, wurde aber von Lysandros zur Untätigkeit verdammt, solange dieser keine Schlacht wagte. Der unter hohem Erfolgsdruck stehende Alkibiades wollte jedoch nicht die Initiative an Lysandros verlieren und übertrug das Kommando über seine Flotte dem Kapitän seines Flaggschiffs, Antiochos, um selbst den attischen Strategen Thrasybulos bei der Befestigung von Phokaia zu unterstützen oder den Belagerungsring um Klazomenai zu sprengen. So konnte der Abfall von Nordionien an Sparta abgewendet werden und der Druck auf Lysandros erhöht werden, selbst in Aktion zu treten.
Alkibiades hatte bei seinem Abrücken Antiochos den strikten Befehl gegeben, keine Schlacht in seiner Abwesenheit zu wagen. Antiochos hielt sich aber nicht an diese Order, legte sich in den Hafen von Notion, von wo er die Bucht von Ephesos überwachte, und ließ Teile der Flotte regelmäßig auslaufen, um die Schiffe des Lysandros zu einer Schlacht aufzufordern – wenn auch zunächst vergeblich. Dass es schließlich doch zu einer Schlacht in Alkibiades’ Abwesenheit kam, kann an der Eitelkeit des Antiochos gelegen haben oder einfach an Lysandros' taktischer Raffinesse. Plausibel ist jedenfalls auch die Erklärung, dass die Mannschaften der zu Untätigkeit verdammten athenische Flotte Antiochos unter massiven Druck setzten, endlich tätig zu werden. Dafür würde sprechen, dass Antiochos nicht nur die Spartaner regelmäßig zu einer Schlacht herausforderte, sondern schließlich so weit ging, ein kleines Gefecht zu wagen, um den Kampfgeist zu heben. Lysandros blieb es aber nicht verborgen, dass die Athener erfolgshungrig waren. Er zog aus ihrem Verhalten Schlüsse, trotz seiner Unterlegenheit eine siegreiche Schlacht liefern zu können.

## Schlachtverlauf
Um einerseits den Kampfeshunger der Athener zu stillen, andererseits nicht den Befehl des Alkibiades zu missachten, entschloss sich Antiochos zu einem kleinen Gefecht: Er plante, mit wenigen Schiffen den Spartanern eine Falle zu stellen und mit dem siegreichen Scharmützel den Mut der Athener zu heben. Dazu ließ er zwar die gesamte athenische Flotte in Bereitschaft setzten, fuhr aber nur mit den zehn besten Schiffen Richtung Ephesos, wobei er acht für einen Hinterhalt zurückhielt, während er selbst mit einem weiteren Schiff die Rolle des Köders übernahm und bis in den Hafen von Ephesos hineinfuhr. So wollte er eine spartanische Einheit herauslocken, die er dann mit den verbleibenden acht Schiffen überwältigen würde. Diese Strategie hatte Alkibiades selbst in der Schlacht von Kyzikos mit großem Erfolg angewandt.
Auf so eine Gelegenheit hatte Lysandros jedoch gewartet: Er bemannte seine ganze Flotte und schickte den zwei attischen Schiffen seine drei schnellsten Schiffe hinterher, denen es gelang, Antiochos noch vor Notion zu stellen. Die anderen acht Schiffe der Athener eilten zu Hilfe, konnten aber selbst die drei spartanischen Schiffe nicht überwältigen, weil inzwischen Lysandros mit seiner gesamten Flotte herangefahren kam. Dies merkten auch die Athener in Notion und fuhren ihrerseits Lysandros entgegen. Beide Flotten trafen nun im Golf zwischen Ephesos und Notion aufeinander.
Während Lysandros jedoch seine Flotte in Schlachtformation von Ephesos heranführte, waren die Athener nicht auf einen Kampf mit der gesamten Flotte der Spartaner eingestellt gewesen. Die athenischen Flottenkontingente trafen auf dem Schlachtfeld unkoordiniert ein, jedes so schnell, wie es herankam. Antiochos war wohl schon zu diesem Zeitpunkt gefallen, so dass es den Athenern auch an einem einheitlichen Kommando fehlte. Dadurch wurde die numerische Überlegenheit der Athener durch die bessere Strategie des Lysandros ausgeglichen. Am Ende der Schlacht hatten die Athener zwischen 15 und 22 Schiffen verloren.

## Folgen der Schlacht
Die Schlacht hatte geringe militärische Folgen. Alkibiades fuhr sofort zusammen mit den 30 Schiffen des Thrasybulos nach Notion und führte von dort die vereinigte athenische Flotte nach Samos. Dadurch, dass die Verluste der Schlacht durch das Kontingent des Thrasybulos wieder ausgeglichen waren, hatte Alkibiades wieder die numerische Überlegenheit und blockierte Lysandros erfolgreich in Ephesos. Jedoch kam es zu keinem großen Treffen mehr, da Lysandros einer zweiten Schlacht nach dem erzielten Erfolg aus dem Weg ging. Nur die Besatzung in Phokai mussten die Athener abziehen.
Der moralische Schaden hingegen war weitaus größer, denn der Glaube in die Fähigkeiten des Alkibiades als charismatischem Führer schwanden nach der Schlacht. Anstatt für das folgende Jahr wieder als Heerführer gewählt zu werden, ging Alkibiades freiwillig ins Exil und zog sich auf seine private Festung in Thrakien zurück. Auch Thrasybulos und andere verdiente Kommandanten wurden durch den Sturz des Alkibiades mit hinabgezogen und nicht wiedergewählt. Als Folge ging Athen aus dem Jahr geschwächt hervor, während Lysandros seinem Nachfolger eine intakte Flotte von über 100 Schiffen und geordnete Verhältnisse in Kleinasien übergeben konnte.

## Sekundärliteratur
- Antony Andrewes: Notion and Kyzikos: The Sources Compared. In: The Journal of Hellenic Studies. Band 102, 1982, S. 15–25.
- Robert J. Buck: Thrasybulus and the Athenian Democracy. The life of an Athenian statesman.  (= Historia Einzelschriften. Band 120). Steiner, Stuttgart 1998
- C. W. Fornara: The Athenian Board of Generals from 501 to 404. Wiesbaden 1971, S. 70.
- Donald Kagan: The Fall of the Athenian Empire. Ithaca 1987.
- Detlef Lotze: Lysander und der Peloponnesische Krieg. In: Abhandlungen der Sächsischen Akademie der Wissenschaften zu Leipzig, Philologisch-historische Klasse. Band 57/1, 1964, S. 5–98.